# Landtagswahl in der Steiermark 2019
- KPÖ: 2
- SPÖ: 12
- GRÜNE: 6
- NEOS: 2
- ÖVP: 18
- FPÖ: 8

Die Landtagswahl in der Steiermark 2019 fand vorgezogen am 24. November 2019 statt. Ursprünglich war sie für 2020 vorgesehen. Am 15. November 2019 gab es die Möglichkeit der vorgezogenen Stimmabgabe.
Die ÖVP erreichte mit Zugewinnen den ersten Platz mit 18 von 48 Mandaten. Die SPÖ erreichte bei Verlusten den zweiten Platz mit 12 Mandaten. Grüne, KPÖ und NEOS erreichten Zugewinne, die FPÖ blieb mit massiven Verlusten auf Platz 3.

## Ausgangslage
- Im Juli 2018 erklärte Verteidigungsminister Mario Kunasek in einem Interview, bei der Landtagswahl als FPÖ-Spitzenkandidat antreten zu wollen und dass er bei einem Einzug der Partei in die Landesregierung in die Steiermark wechseln werde.[4]
- Im September 2018 wurde Michael Schickhofer vom Landesparteivorstand der SPÖ Steiermark als SPÖ-Spitzenkandidat für die Landtagswahl nominiert.[5]
- Die Grünen präsentierten im Jänner 2019 Sandra Krautwaschl als Spitzenkandidatin.[6]
- Im Oktober 2019 wählten NEOS Landessprecher Niko Swatek zum Spitzenkandidaten für die Landtagswahl.[7]
- Die steirische KPÖ wählte in der Landeskonferenz am 24. November mit 98 % der abgegebenen Stimmen Claudia Klimt-Weithaler zur Spitzenkandidatin.

In der Landtagssitzung vom 26. August 2019 wurde von der FPÖ ein Antrag auf Neuwahlen gestellt. Am 5. September 2019 beschloss der steirische Landtag mit den Stimmen von ÖVP, FPÖ und den Grünen in einer Sondersitzung seine vorzeitige Auflösung. Als Wahltag wurde der 24. November 2019 festgelegt.
Folgende Parteien traten zur Wahl an:
- Sozialdemokratische Partei Österreichs (SPÖ)
- Österreichischen Volkspartei (ÖVP)
- Freiheitliche Partei Österreichs (FPÖ)
- Die Grünen – Die Grüne Alternative (GRÜNE)
- Kommunistische Partei Österreichs (KPÖ)
- NEOS – Das Neue Österreich und Liberales Forum (NEOS)

In der Steiermark gibt es keine landesweite Prozenthürde. Für einen Einzug in den Landtag wird ein Grundmandat in einem der vier Wahlkreise (Graz und Umgebung, Weststeiermark, Oststeiermark, Obersteiermark) benötigt.

## Umfragen
Auf die Frage, welche Partei die Steirer wählen würden, wenn am kommenden Sonntag Landtagswahl wäre, antworteten die Befragten wie folgt:

### Sonntagsfrage
(Hinweis: Die statistische Schwankungsbreite (Abweichung) beträgt je nach Partei zwischen 3 und 5 Prozent.)
| Veröffentlichung | Institut/Auftraggeber               | SPÖ     | ÖVP     | FPÖ     | GRÜNE  | KPÖ    | NEOS   | Sonstige |
| ---------------- | ----------------------------------- | ------- | ------- | ------- | ------ | ------ | ------ | -------- |
| 16.11.2019       | Market/DER STANDARD                 | 25 %    | 32 %    | 18 %    | 13 %   | 5 %    | 7 %    | −        |
| 15.11.2019       | Karmasin Research & Identity/PULS 4 | 22 %    | 35 %    | 20 %    | 13 %   | 6 %    | 4 %    | −        |
| 14.11.2019       | Research Affairs/TZ Österreich      | 23 %    | 35 %    | 20 %    | 13 %   | 4 %    | 5 %    | −        |
| 10.11.2019       | IMAS/Kronen Zeitung                 | 25 %    | 33 %    | 21 %    | 12 %   | 4 %    | 5 %    | −        |
| 31.10.2019       | Research Affairs/TZ Österreich      | 21 %    | 36 %    | 21 %    | 13 %   | 4 %    | 5 %    | −        |
| 22.10.2019       | OGM/FPÖ                             | 21 %    | 35 %    | 20 %    | 12 %   | 5 %    | 5 %    | 2 %      |
| 13.09.2019       | GMK/SPÖ                             | 27 %    | 33 %    | 22 %    | 8 %    | 5 %    | 5 %    | 0 %      |
| 07.09.2019       | OGM/Kleine Zeitung                  | 23 %    | 31 %    | 26 %    | 7 %    | 5 %    | 4 %    | 3 %      |
| 04.08.2019       | OGM/FPÖ                             | 20 %    | 33 %    | 27 %    | 10 %   | 5 %    | 4 %    | 1 %      |
| 04.02.2019       | Market/DER STANDARD                 | 27 %    | 30 %    | 24 %    | 9 %    | 4 %    | 4 %    | 1 %      |
| 13.01.2019       | Brand Support/Kleine Zeitung        | 24 %    | 34 %    | 25 %    | 7 %    | 3 %    | 5 %    | 2 %      |
| 18.03.2018       | bmm/Kronen Zeitung                  | 26 %    | 34 %    | 26 %    | 6 %    | 3 %    | 5 %    | −        |
| 21.05.2016       | OGM/Kleine Zeitung                  | 25 %    | 28 %    | 31 %    | 7 %    | 5 %    | −      | 4 %      |
| 31.05.2015       | Landtagswahl                        | 29,29 % | 28,45 % | 26,76 % | 6,68 % | 4,22 % | 2,64 % | 1,96 %   |

### Umfragen zur Direktwahl Landeshauptmann/-frau
| Institut         | Datum      | Hermann Schützenhöfer (ÖVP) | Michael Schickhofer (SPÖ) | Mario Kunasek (FPÖ) | Sandra Krautwaschl (Grüne) | Claudia Klimt-Weithaler (KPÖ) | Nikolaus Swatek (NEOS) |
| ---------------- | ---------- | --------------------------- | ------------------------- | ------------------- | -------------------------- | ----------------------------- | ---------------------- |
| Market           | 16.11.2019 | 27 %                        | 14 %                      | 10 %                | 3 %                        | 8 %                           | 1 %                    |
| Research Affairs | 31.10.2019 | 41 %                        | 22 %                      | 20 %                | 10 %                       | 3 %                           | 3 %                    |

### Umfragen zur bevorzugten Koalition
Die Prozentzahlen geben an, welche potentielle Koalition die Befragten am meisten bevorzugen würden.
| Institut                     | Datum      | ÖVP SPÖ | ÖVP FPÖ | ÖVP GRÜNE | SPÖ FPÖ | weiß nicht/keine Angabe |
| ---------------------------- | ---------- | ------- | ------- | --------- | ------- | ----------------------- |
| Karmasin Research & Identity | 15.11.2019 | 25,9 %  | 26,8 %  | 30,3 %    | 4,2 %   | 12,8 %                  |
| Research Affairs             | 14.11.2019 | 25 %    | 26 %    | 29 %      | 4 %     | 16 %                    |

## Ergebnisse

Mehrheiten in den Gemeinden der Steiermark

### Gesamtergebnis
Die Wahlbeteiligung lag mit 63,46 % unter der der vorangegangenen Wahl 2015 (damals 67,90 %).
| Partei | Partei | Stimmen | Prozent | +/−   | Sitze |
| ------ | ------ | ------- | ------- | ----- | ----- |
|        | ÖVP    | 217.036 | 36,05   | +7,60 | 18    |
|        | SPÖ    | 138.572 | 23,02   | −6,27 | 12    |
|        | FPÖ    | 105.294 | 17,49   | −9,27 | 8     |
|        | Grüne  | 72.749  | 12,08   | +5,40 | 6     |
|        | KPÖ    | 36.062  | 5,99    | +1,77 | 2     |
|        | NEOS   | 32.346  | 5,37    | +2,73 | 2     |
| Gesamt | Gesamt | 602.059 | 100     |       | 48    |

### Ergebnisse in den vier Regionalwahlkreisen

Ergebnisse in den vier Regionalwahlkreisen. Die Farben der Kreissektoren entsprechen den Parteifarben. Die Fläche der Kreise entspricht der jeweiligen Wählerzahl. Jedes Kästchen entspricht einem gewählten Abgeordneten.

Die folgenden Tabellen stellen die Ergebnisse in den vier Regionalwahlkreisen dar. Der Wahlkreis 1 umfasst die Stadt Graz und den Bezirk Graz-Umgebung, der Wahlkreis 2 die Bezirke Hartberg-Fürstenfeld, Weiz und Südoststeiermark, der Wahlkreis 3 die Bezirke Deutschlandsberg, Voitsberg und Leibnitz und der Wahlkreis 4 die Bezirke Bruck-Mürzzuschlag, Leoben, Murau, Murtal und Liezen. In den Wahlkreisen wurden 40 der 48 Abgeordneten nach Verhältniswahlrecht gewählt. Die angegebene Anzahl der Sitze bezieht sich nur auf diese Grundmandate. ÖVP und SPÖ erhielten je zwei, die vier anderen Parteien je ein zusätzliches Restmandat in der zweiten Phase des Ermittlungsverfahrens. Die Grünen verdoppelten somit ihren Anteil an Sitzen im Vergleich zu 2015 und erhielten erstmals auch Grundmandate in den Wahlkreisen 2 und 4. NEOS erhielt im Wahlkreis 1 das für den Einzug in den Landtag notwendige Grundmandat (2780 Stimmen über der Hürde) und wird mit ihren zwei Sitzen erstmals im Landtag vertreten sein. Die KPÖ verfehlte das dritte Mandat um 301 Stimmen, welches somit knapp an die SPÖ ging.
| Partei | Partei | Stimmen | Prozent | +/−    | Sitze |
| ------ | ------ | ------- | ------- | ------ | ----- |
|        | ÖVP    | 56.700  | 29,22   | +4,38  | 4     |
|        | Grüne  | 39.976  | 20,60   | +9,39  | 3     |
|        | SPÖ    | 33.785  | 17,41   | −10,91 | 2     |
|        | FPÖ    | 29.504  | 15,21   | −8,24  | 2     |
|        | KPÖ    | 19.159  | 9,87    | +3,43  | 1     |
|        | NEOS   | 14.907  | 7,68    | +3,98  | 1     |
| Gesamt | Gesamt | 194.031 | 100     |        | 13    |

| Partei | Partei | Stimmen | Prozent | +/−   | Sitze |
| ------ | ------ | ------- | ------- | ----- | ----- |
|        | ÖVP    | 67.787  | 47,22   | +9,12 | 5     |
|        | FPÖ    | 27.209  | 18,96   | −8,96 | 2     |
|        | SPÖ    | 26.946  | 18,77   | −3,21 | 2     |
|        | Grüne  | 12.252  | 8,54    | +3,35 | 1     |
|        | NEOS   | 5.662   | 3,94    | +1,52 |       |
|        | KPÖ    | 3.686   | 2,57    | +0,67 |       |
| Gesamt | Gesamt | 143.542 | 100     |       | 10    |

| Partei | Partei | Stimmen | Prozent | +/−    | Sitze |
| ------ | ------ | ------- | ------- | ------ | ----- |
|        | ÖVP    | 38.160  | 38,76   | +10,33 | 3     |
|        | SPÖ    | 23.503  | 23,87   | −4,46  | 2     |
|        | FPÖ    | 20.916  | 21,25   | −10,58 | 1     |
|        | Grüne  | 7.888   | 8,01    | +3,60  |       |
|        | NEOS   | 4.376   | 4,44    | +2,37  |       |
|        | KPÖ    | 3.606   | 3,66    | +0,75  |       |
| Gesamt | Gesamt | 98.449  | 100     |        | 6     |

| Partei | Partei | Stimmen | Prozent | +/−   | Sitze |
| ------ | ------ | ------- | ------- | ----- | ----- |
|        | ÖVP    | 54.389  | 32,76   | +8,41 | 4     |
|        | SPÖ    | 54.338  | 32,73   | −4,21 | 4     |
|        | FPÖ    | 27.665  | 16,66   | −9,77 | 2     |
|        | Grüne  | 12.633  | 7,61    | +3,25 | 1     |
|        | KPÖ    | 9.611   | 5,79    | +1,26 |       |
|        | NEOS   | 7.401   | 4,46    | +2,46 |       |
| Gesamt | Gesamt | 166.037 | 100     |       | 11    |